# Pedal steel guitar
 (novembre 2020).
Si vous disposez d'ouvrages ou d'articles de référence ou si vous connaissez des sites web de qualité traitant du thème abordé ici, merci de compléter l'article en donnant les références utiles à sa vérifiabilité et en les liant à la section « Notes et références ».
Pour un article plus général, voir Steel guitar.
La pedal steel guitar est un instrument à cordes dérivé de la lap steel guitar et comprenant un mécanisme permettant de modifier la tonalité de base des cordes par l'action de pédales. Comme toute steel guitar, l'instrument se joue avec un cylindre métallique (en anglais : steel bar) tenue par la main gauche (pour les droitiers) et qui se déplace sur les cordes ; la main droite pinçant les cordes. L'usage d'onglets (en anglais : finger picks) est généralisé comme pour le banjo et les guitares à résonateur (dobro).

## Description

### Principe de fonctionnement

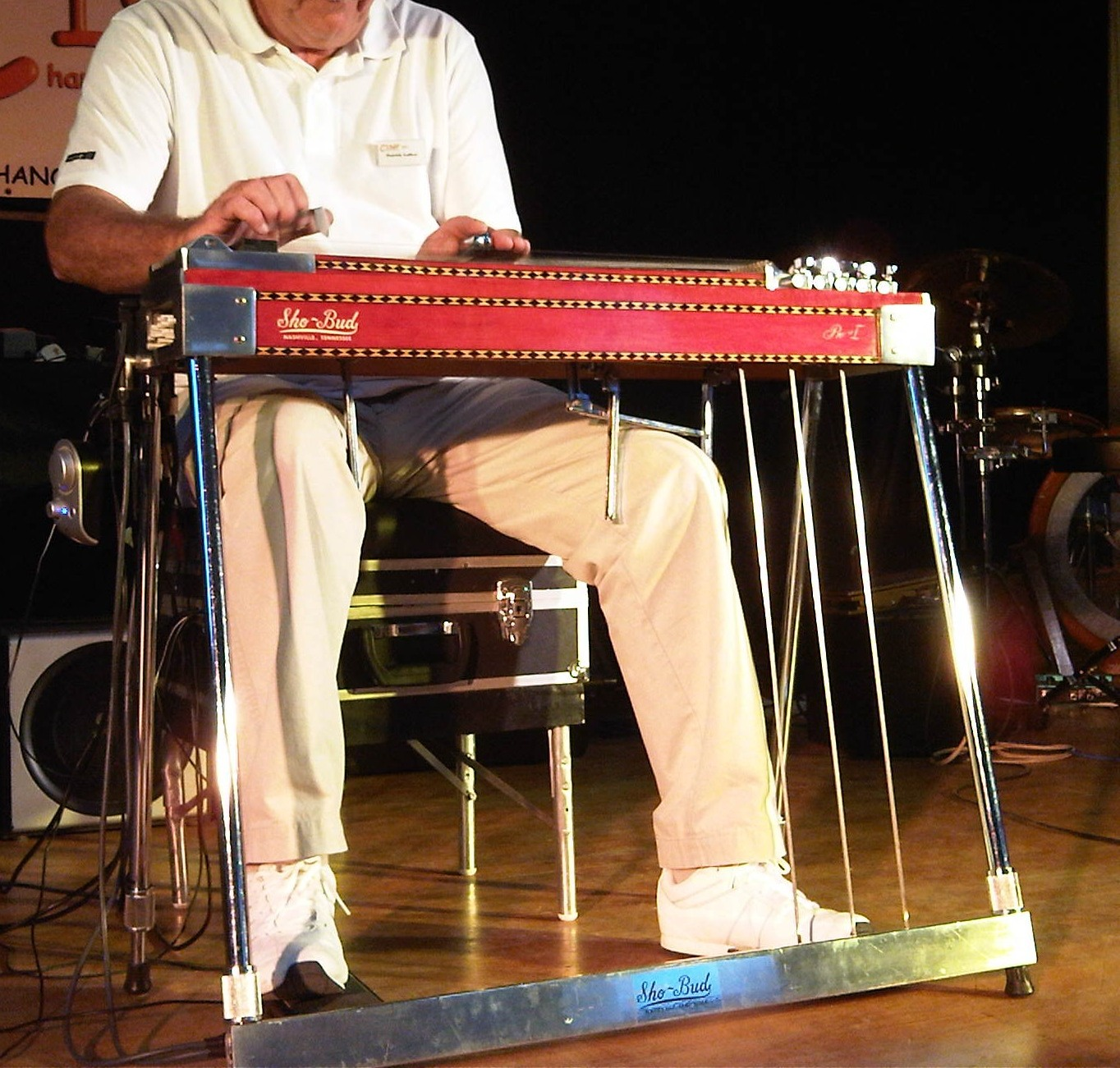
Position du musicien jouant sur une pedal steel guitar

En constante évolution depuis sa création dans les années 1950, la pedal steel guitar actuelle comprend un ou deux manches parallèles de 10 ou 12 cordes. Un manche est accordé en Mi 9e (E9th), principalement utilisé pour la musique populaire (musique country) et l'autre manche accordé en Do 6e (C6th), plus adapté au jazz western swing et à la musique hawaïenne.
De forme parallélépipédique, la pedal steel guitar repose sur quatre pieds habituellement télescopiques, permettant au musicien de jouer assis, ce qui lui permet d'actionner les pédales avec le pied gauche et les leviers avec les genoux. Le pied droit repose sur une pédale d'expression indépendante de l'instrument, ou sur un bloc comprenant deux pédales, respectivement pédale de volume et pédale d'expression.

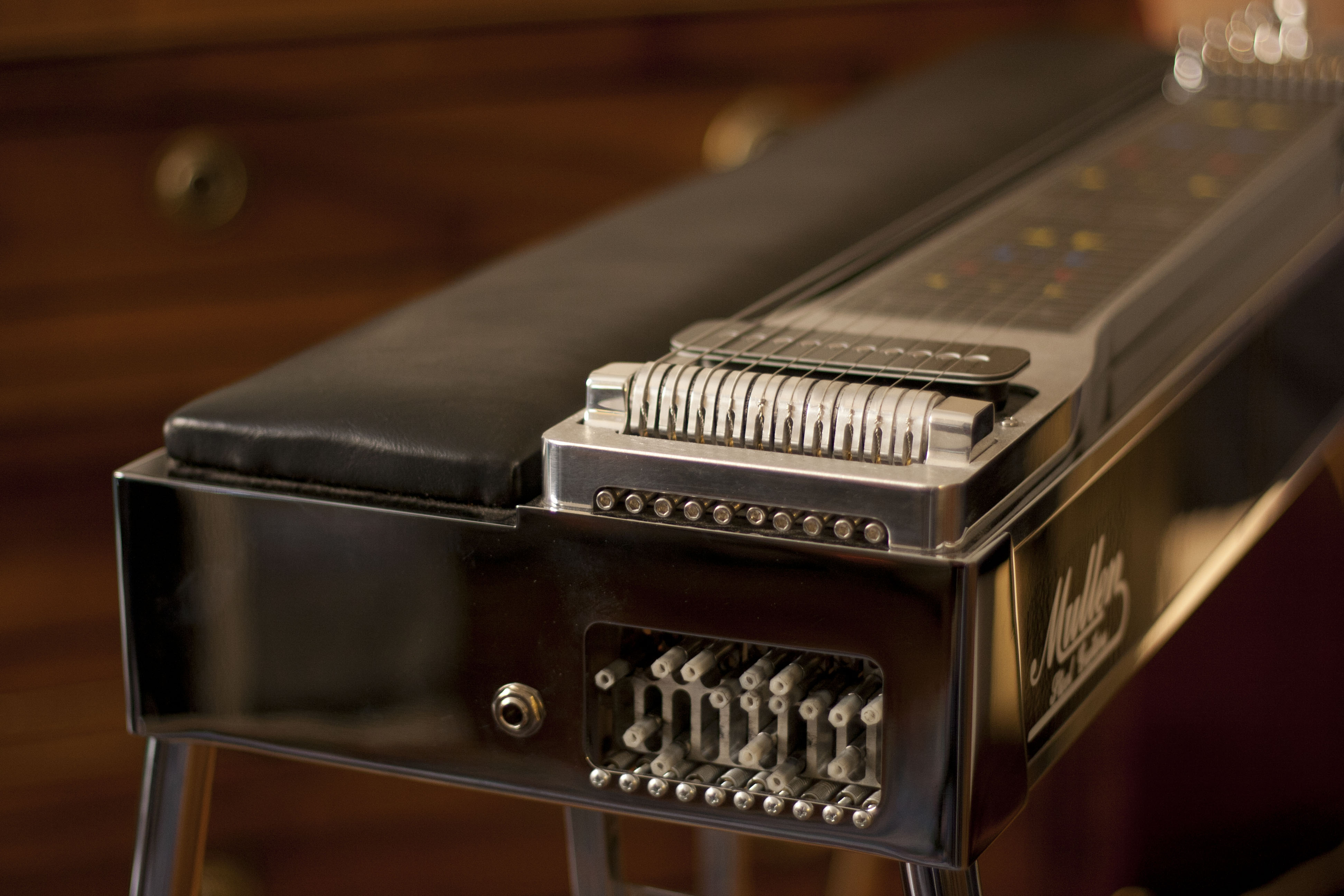
accès au réglages du changer d'une pedal steel guitar.

Chaque manche comprend, comme pour toute guitare électrique :

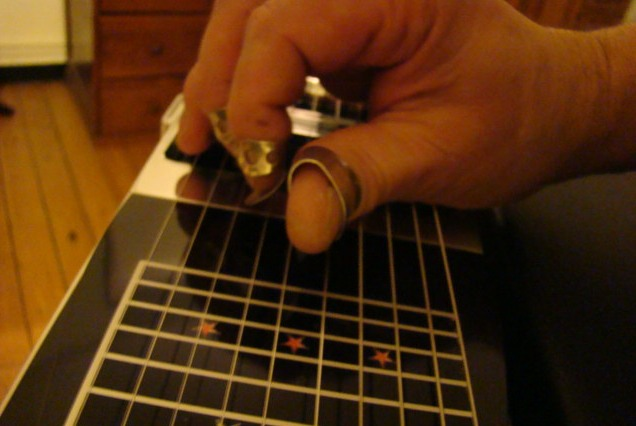
Finger picks.

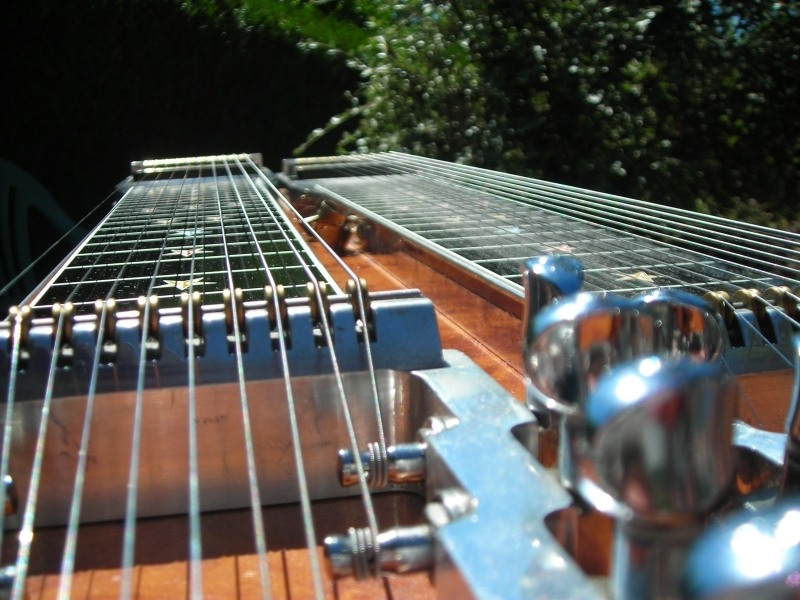
sillet de la PSG Rollernut.

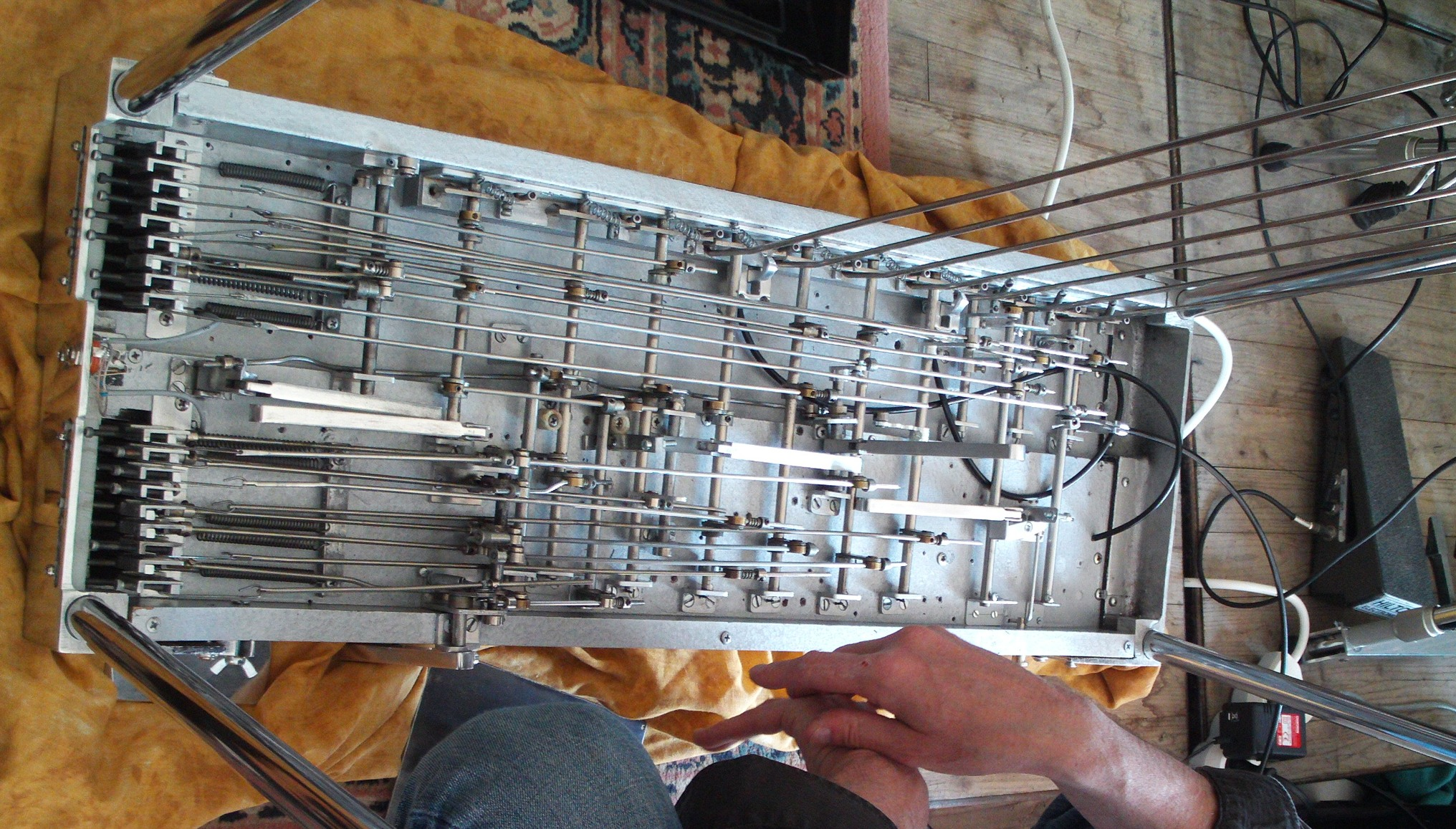
PSG retournée montrant le mécanisme et la tringlerie appelée undercarriage.

- une tête pourvue d'un système de réglage de tension de chaque corde à vide avec des mécaniques ;
- un sillet où chaque corde repose sur une roulette (roller nut) ;
- une table de frettes et de touche du même aspect que pour la guitare, dont les sillets sont remplacés par de simples traits peints servant de repères ;
- un micro électromagnétique comparable à celui d'une guitare électrique ;
- un chevalet appelé changer pourvu d'un système mobile comparable au bender des guitares électriques, qui permet de modifier la tonalité de chaque corde, soit en tendant la corde pour monter la tonalité d'un ou plusieurs demi-tons, soit pour la détendre et baisser la tonalité. Le changer est le composant spécifique et essentiel de la pedal steel guitar. C'est un mécanisme complexe constitué de pièces métalliques mobiles oscillant autour de l'axe du chevalet et articulées entre elles. Ce système permet de varier la tension de chaque corde par l'action préréglée d'une pédale ou d'un levier. Il existe plusieurs modèles de changers (pull release, push pull, all pull) dont le principe réside dans la mise en mouvement rotatif du support de corde (finger) par le jeu de pièces métalliques articulées et de renvois d'angles (bellcranks) actionnés par des tringles (rods) reliées aux pédales et aux leviers.

L'ensemble de la mécanique (undercarriage) est accessible et réglable, permettant au musicien d'adapter le fonctionnement de son instrument à son style de jeu ou de son choix des accordages obtenus par l'action des pédales et des leviers (chord-pedal-agencement : « copedent (en) »).

### Modèles
- S10 : un manche de 10 cordes accordées en Mi 9e équipé de 3 ou 4 pédales et 4 ou 5 leviers actionnés par le genou (knee levers) ;
- D10 : deux manches de 10 cordes. Le manche le plus en avant est accordé au Mi 9e et le manche le plus près du joueur au Do 6e. S'ajoutent 3 ou 4 pédales pour le Mi 9e et 5 pédales pour le Do 6e. Le nombre de leviers minimum varie de 5 à 8, voire davantage ;
- SD10 : modèle à un manche identique au S10 mais monté sur un corps de D10. L'espace prévu pour le deuxième manche est remplacé par un coussin (pad) pour plus de confort pour les avant-bras. Lloyd Green est à l'origine de cette formule et avait demandé à Sho-Bud de lui confectionner un modèle LDG, devenu célèbre et très répandu depuis, signé à ses initiales et celles de sa femme LDG (Lloyd & Dot Green) ;
- S12 : un manche et 12 cordes accordées soit en Mi 9e avec deux cordes basses supplémentaires (E 9th extended), soit en Mi 9e et Si 6e appelé E9/B6 universal), permettant l'emploi des deux accordages du modèle D10 sur un seul manche.

Il existe des modèles avec tête sans mécaniques, dits keyless, où les mécaniques à papillon habituelles sont remplacées par des curseurs réglables par des vis. Le corps de la pedal steel guitar est généralement en érable massif ou en contreplaqué. La finition du revêtement est en vernis ou en Formica. Les parties métalliques sont en aluminium poli et en acier. Le poids total de l'instrument dans sa valise varie de 18 à 35 kilos.
La partie mécanique (changer et undercarriage) qui fait l'essentiel de la pedal steel guitar a évolué depuis cinquante ans, chaque fabricant s'efforçant de concevoir un instrument le plus fiable possible pour obtenir une action des pédales et des leviers la plus précise possible.
Le changer le plus couramment utilisé est le système dit all pull, dans lequel l'action des tiges se fait en tirant sur les fingers du changer pour monter la tension comme pour la baisser. Le système push pull mis au point par Buddy Emmons équipait jusque dans les années 1980 les modèles de la marque qui porte son nom. Ce système fait intervenir des tiges qui tirent les raise fingers du changeur pour tendre la corde et monter le son et des tirants qui poussent les lower fingers pour détendre la corde et baisser la note. Le système pull release est un système all pull simplifié utilisant des ressorts de rappel et des butées pour détendre les cordes. C'est un système simple et robuste, qui équipe à moindre coût les modèles d'étude en Mi 9e.

## Pratique de lapedal steel guitar

### En France
L'instrument étant presque exclusivement utilisé dans la musique américaine, les pedal steelers sont pour la plupart américains. L'instrument est pour ainsi dire ignoré en France et introuvable dans les magasins de musique de l'Hexagone. De très rares artistes produisant de la musique country incluent une pedal steel guitar dans leur orchestration, sur scène comme en studio. Moins d'une dizaine de musiciens français, dont Jean-Yves Lozac'h et Claude Samard, font de la pedal steel guitar leur instrument principal et utilisent régulièrement cet instrument en tournée avec leur groupe. La grande majorité des musiciens pratiquant la pedal steel guitar sont des guitaristes lapsteelers, bassistes ou banjoïstes cherchant à étendre leur pratique musicale.

### Ailleurs en francophonie
Hors du Québec, où l'instrument est largement répandu et utilisé tant dans la musique de variété que country ou acadienne, en raison de l'influence des États-Unis, la pedal steel guitar est pour ainsi dire inconnue dans l'espace francophone, Afrique, Antilles, La Réunion et la Polynésie française.

### Apprentissage

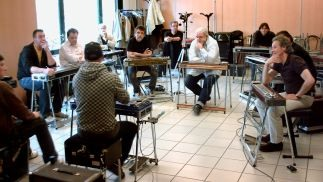
Masterclass de pedal steel guitar lors d'une rencontre à Charlieu (France).

Les méthodes et les sources d'informations sont américaines. Les pedal steelers peuvent échanger leurs connaissances par des forums spécialisés ou lors de rencontres organisées par des steelers bénévoles. Le plus important festival réunissant les meilleurs steelers européens est celui de Dublin en octobre, organisé par l'Irish Steel Guitar Association.

## Quelques guitaristes utilisant la guitarelap steel

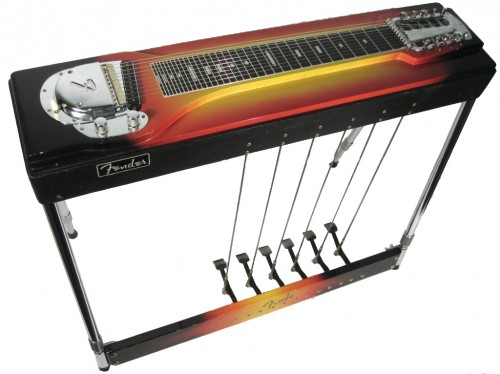
Fender 800.

- Susan Alcorn
- Lloyd Green
- Steve Howe
- Daniel Lanois
- Speedy West
- David Gilmour

D'autres musiciens l'utilisent occasionnellement comme Mark Knopfler, entre autres.

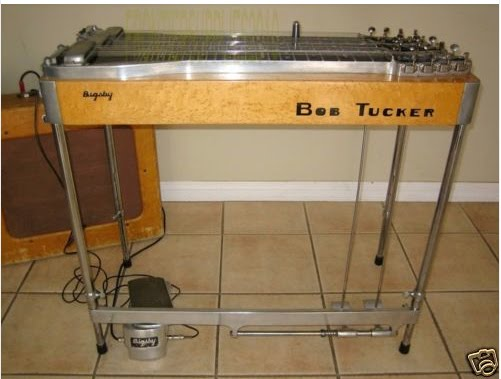
Bigsby Pedal Steel Guitar.